# Zygia heteroneura
Zygia heteroneura  es una especie de árbol perteneciente a la familia de las leguminosas (Fabaceae). Es originaria de  Sudamérica.

## Distribución
Se encuentra en Venezuela, Perú y Ecuador en la región amazónica en la Provincia de Napo y en Provincia de Pastaza.

## Taxonomía
Zygia coccinea fue descrita por Barneby & J.W.Grimes y publicado en Memoirs of the New York Botanical Garden 74(2): 92–93. 1997.